# Un po' d'amore
Un po' d'amore è un album in studio della cantante italo-francese Dalida, pubblicato nel 1968 dalla RCA Italiana e da Barclay.
L'album prende il nome dall'omonima canzone, pubblicata anche su 7", che è una reinterpretazione di Nights in White Satin, successo di The Moody Blues, incisa anche dai Nomadi, da I Profeti e dai Bit-Nik con un altro testo ed il titolo Ho difeso il mio amore.
Il disco contiene, inoltre, anche altri brani celebri, interpretati anche da altri cantanti, quali Mama (cover italiana dell'omonimo pezzo di Cher), Aranjuez la tua voce, tratta dal Concerto d'Aranjuez di Joaquín Rodrigo (incisa con un altro testo da Fabrizio De André, ed il titolo Caro amore) ed il successo dei Camaleonti L'ora dell'amore (cover di Homburg dei Procol Harum).

## Tracce
Lato A
1. Un po' d'amore
2. Son tornata da te (Je reviens te chercher)
3. Aranjuez la tua voce
4. Entrate amici miei (Entrez sans frapper)
5. Mama
6. L'aquilone (My Year is a day)

Lato B
1. Amo l'amore
2. Dan dan dan
3. L'ora dell'amore (Homburg)
4. Amare per vivere
5. L'ultimo valzer